# Live in Texas
Live in Texas är en live-CD och en DVD med Linkin Park, utgivna 2003. De är inspelade den 2 och 3 augusti 2003 på Reliant Stadium i Houston, Texas och på Texas Stadium i Irving, Texas, under Metallicas Summer Sanitarium Tour 2003.

## Låtlista
| 1. "Don't Stay" 2. "Somewhere I Belong" 3. "Lying from You" 4. "Papercut" 5. "Points of Authority" 6. "Runaway" 7. "Faint" 8. "From the Inside" 9. "Figure.09" 10. "With You" 11. "By Myself" 12. "P5hng Me A*wy" 13. "Numb" 14. "Crawling" 15. "In the End" 16. "A Place for My Head" 17. "One Step Closer" | 1. "Somewhere I Belong" 2. "Lying from You" 3. "Papercut" 4. "Points of Authority" 5. "Runaway" 6. "Faint" 7. "From the Inside" 8. "P5hng Me A*wy" 9. "Numb" 10. "Crawling" 11. "In the End" 12. "One Step Closer" |